# 1854 w muzyce
Wydarzenia muzyczne w 1854 roku.

## Wydarzenia
- 13 stycznia – w paryskiej Comédie-Française miała miejsce premiera „Romulus” Jacques’a Offenbacha[1][2]
- 21 stycznia – w Hanowerze odbyła się premiera „Phantasie” op.131 Roberta Schumanna[1][2]
- 31 stycznia – w wiedeńskiej Sophiensaal miała miejsce premiera walca „Novellen” op.146 Johanna Straussa (syna)[1][2]
- 7 lutego – w wiedeńskiej Sophiensaal miała miejsce premiera walca „Schallwellen” op.148 Johanna Straussa (syna)[1][2]
- 14 lutego – w wiedeńskiej Redoutensaal miała miejsce premiera „Bürger-Ball-Polka” op.145 oraz „Musen-Polka” op.147 Johanna Straussa (syna)[1][2]
- 16 lutego – w paryskim Théâtre Favart miała miejsce premiera opery L'étoile du nord Giacoma Meyerbeera[1][2]
- 21 lutego – w wiedeńskim Schwender’s Colosseum miała miejsce premiera „Carnevals-Specktakel-Quadrille” op.152 Johanna Straussa (syna)[1][2]
- 23 lutego
- w wiedeńskim Sperl Ballroom miała miejsce premiera „La Viennoise” op.144 Johanna Straussa (syna)[1][2]
- w Weimarze odbyła się premiera „Les préludes” Ferenca Liszta[1][2]
- 27 lutego – w wiedeńskim Sperl Ballroom miała miejsce premiera „Ballg’schichten” op.150 Johanna Straussa (syna)[1][2]
- 16 kwietnia – w Weimarze odbyła się premiera „Mazeppa” Ferenca Liszta[1][2]
- 19 kwietnia – w Weimarze odbyła się premiera „Tasso” Ferenca Liszta[1][2]
- 27 kwietnia – w wiedeńskim Hofburgu odbyła się premiera „Myrthen-Kränze” op.154 Johanna Straussa (syna)[1][2]
- 2 maja – w paryskiej Salle des Concerts Herz miała miejsce premiera opery Luc et Lucette Jacques’a Offenbacha[1][2]
- 7 maja – w wiedeńskim Sperl Ballroom miała miejsce premiera „Elisen-Polka française” op.151 Johanna Straussa (syna)[1][2]
- 26 maja – w Kościele Saint Eustache w Paryżu miała miejsce premiera „Pièce pour Grand Orgue in A” Césara Francka[1][2]
- 28 maja – w wiedeńskim Ungers Casino miała miejsce premiera „Erzherzog Wilhelm Genesungs-Marsch” op.149 Johanna Straussa (syna)[1][2]
- 12 czerwca – w paryskiej Comédie-Françaisemiała miejsce premiera „Le Songe d’une nuit d’hiver” Jacques’a Offenbacha[1][2]
- 24 czerwca – w Weimarze odbyła się premiera opery Alfonso und Estrella D.732 Franza Schuberta[1][2]
- 30 lipca – w wiedeńskim Ungers Casino miała miejsce premiera „Nordstern-Quadrille” op.153 Johanna Straussa (syna)[1][2]
- 17 sierpnia – w wiedeńskim Volksgarten miejsce premiera „Haute-volée-Polka” op.155 Johanna Straussa (syna)[1][2]
- 28 sierpnia – w wiedeńskim Ungers Casino miała miejsce premiera walca „Nachtfalter” op.157 Johanna Straussa (syna)[1][2]
- 14 września – w Klasztorze Sankt Florian miała miejsce premiera „Missa solemnis” Antona Brucknera[1][2]
- 12 października – w wiedeńskim  Schwender’s Collosseum miała miejsce premiera „Napoleon-Marsch” op.156 Johanna Straussa (syna)[1][2]
- 18 października – w paryskiej Salle Le Peletier miała miejsce premiera opery La nonne sanglante Charles’a Gounoda[1][2]
- 11 listopada – w Weimarze w Hoftheater miała miejsce premiera opery The Siberian Hunters Antona Rubinsteina[1][2]
- 27 listopada – w wiedeńskim  Schwender’s Collosseum miała miejsce premiera „Schnellpost-Polka” op.159 Johanna Straussa (syna)[1][2]
- 10 grudnia – w paryskiej Salle des Concerts Herz miała miejsce premiera „L’enfance du Christ” Hectora Berlioza[1][2]
- 16 grudnia – w paryskim Théâtre Lyrique miała miejsce premiera opery Le muletier de Tolède Adolphe’a Adama[1][2]
- 24 grudnia – w paryskim Théâtre Lyrique miała miejsce premiera opery À Clichy, épisode de la vie d'un artiste Adolphe’a Adama[1][2]
- 26 grudnia – w wiedeńskim Volksgarten miejsce premiera „Alliance-Marsch” op.158 Johanna Straussa (syna)[1][2]

## Urodzili się
- 5 lutego – Carl Teike, niemiecki kompozytor marszów wojskowych (zm. 1922)
- 28 lutego – Juliusz Zarębski, polski pianista i kompozytor (zm. 1885)
- 20 marca – Amalia Kasprowicz, polska aktorka i śpiewaczka operowa (zm. 1938)
- 27 marca – Edgar Tinel, belgijski kompozytor, pianista i pedagog (zm. 1912)
- 21 kwietnia – Władysław Rzepko, polski altowiolista, dyrygent i kompozytor (zm. 1932)
- 22 kwietnia – Teofila Żołopińska, polska aktorka teatralna i śpiewaczka (zm. 1934)
- 4 maja – Władysław Floriański, polski śpiewak (tenor) i reżyser operowy (zm. 1911)
- 14 czerwca – Frederik Rung, duński kompozytor i dyrygent (zm. 1914)
- 19 czerwca – Alfredo Catalani, włoski kompozytor operowy (zm. 1893)
- 3 lipca – Leoš Janáček, czeski kompozytor, teoretyk muzyki, folklorysta (zm. 1928)
- 3 sierpnia – Fernand de La Tombelle, francuski kompozytor i organista (zm. 1928)
- 23 sierpnia – Maurycy Moszkowski, niemiecki pianista i kompozytor (zm. 1925)
- 1 września – Engelbert Humperdinck, niemiecki kompozytor (zm. 1921)
- 10 października – Gerónimo Giménez, hiszpański dyrygent i kompozytor (zm. 1923)
- 6 listopada – John Sousa, amerykański kapelmistrz i kompozytor marszów wojskowych i operetek (zm. 1932)
- 13 listopada – George Whitefield Chadwick, amerykański kompozytor (zm. 1931)
- 2 grudnia – Adolf Kitschman, polski aktor teatralny, śpiewak operowy, reżyser teatralny, librecista (zm. 1917)
- 9 grudnia – Pekka Hannikainen, fiński kompozytor i dyrygent (zm. 1924)
- 17 grudnia – Philipp Wolfrum, niemiecki kompozytor, dyrygent, organista, muzykolog i pedagog (zm. 1919)

Data dzienna nieznana
- Józefa Wójcicka, polska aktorka teatralna i śpiewaczka operetkowa (zm. 1906)

## Zmarli
- 4 lutego – Iwan Müller, niemiecki klarnecista, kompozytor i budowniczy instrumentów muzycznych (ur. 1786)
- 3 marca – Giovanni Battista Rubini, włoski śpiewak operowy (tenor) (ur. 1794)
- 18 kwietnia – Józef Elsner, polski kompozytor niemieckiego pochodzenia, pedagog, działacz kultury muzycznej i teoretyk muzyki; nauczyciel Fryderyka Chopina (ur. 1769)
- 1 maja – Jean Coralli, włoski tancerz i choreograf (ur. 1779)
- 31 maja – Vatroslav Lisinski, chorwacki kompozytor (ur. 1819)
- 17 czerwca – Henriette Sontag, niemiecka śpiewaczka operowa (sopran) (ur. 1806)
- 14 lipca – Louis Pierre Martin Norblin, francuski wiolonczelista (ur. 1781)
- 15 lipca – Wincenty Studziński, polski skrzypek i kompozytor (ur. 1815)